# Kayhan Kalhor
Kayhan Kalhor, né le 24 novembre 1963 à Kermanshah en Iran, est un musicien iranien. Il est un compositeur et joueur de kamânche et de Setâr de musique persane classique et de musique kurde.

## Biographie
Kayhan Kalhor est d'origine kurde. Né dans la province de Kermanshah, il a grandi à Téhéran où il a commencé à étudier la musique à sept ans. À treize ans, il jouait dans l'Orchestre national de la radio et de la télévision iraniennes. Poursuivant ses études de musique avec différents professeurs, il a étudié la tradition persane du radif et s'est également rendu dans la partie nord de la province de Khorasan, où les traditions de musique ont des influences kurdes et turcs ainsi que persiques. Au conservatoire de musique à Téhéran, Kayhan Kalhor a travaillé sous la direction de Mohammad Reza Lotfi, originaire du nord-est de l'Iran. Il voyage ensuite dans les provinces du nord-ouest de l'Iran.
Kayhan Kalhor déménage ensuite à Rome en Italie et Ottawa au Canada pour étudier la musique classique européenne. Il est diplômé du programme de musique à l'Université Carleton d'Ottawa. Il réside désormais aux États-Unis où son travail rencontre un succès commercial depuis plus de dix ans, avec deux disques nommés pour les Grammy Awards en 2004. 
Il a aussi reçu le "Prix Bita des Arts Persans" en 2019.

## Musique et collaboration musicales
Kayhan Kalhor a un large éventail d'influences musicales, utilise plusieurs instruments de musique, transcende les frontières culturelles avec son travail. Mais, tout d'abord, il est un joueur intense du violon Persique. Dans son jeu, Kalhor mêle souvent des structures de musique classique persane avec les modes et les mélodies de la tradition kurde d'Iran, très riche folkloriquement.
Kayhan Kalhor a composé des œuvres pour de célèbres chanteurs iraniens. Il a aussi joué aux côtés de ces célèbres chanteurs iraniens tels que Mohammad Reza Shajarian, Shahram Nazeri, ou de l'Ensemble Dastan. Il a également composé et joué avec le joueur indien de sitar Shujaat Husain Khan et le joueur de tabla Swapan Chaudhuri au sein du groupe Ghazal. En 2004, son album Miroir du ciel est le résultat d'une collaboration avec le joueur de luth kurde iranien Ali Akbar Moradi. Son album de 2006 Le Vent est une collaboration avec le joueur turc de baglama Erdal Erzincan reprenant des morceaux à la fois turcs et persans. Aux États-Unis, Kayhan Kalhor a également joué aux côtés de Yo-Yo Ma pour son projet Route de la soie et avec le quatuor classique Kronos Quartet.
En 2010, Kalhor compose J'y étais! basé sur une mélodie attribuée à Ziryab – un musicien kurde du XIXe siècle –, pour un concert de la violoncelliste Maya Beiser, avec le oudiste Bassam Saba et deux percussionnistes, Glen Velez et Matt Kilmer.
En 2021, il a notamment joué en interaction, à distance sur les réseaux avec Yo Yo Ma pendant la période de la Covid.
Depuis 2018, il joue régulièrement avec l'ensemble Constantinople, auprès de Kiya Tabassian, virtuose du sétar.